# پیتراپرتزیا
پیتراپرتزیا (به ایتالیایی: Pietraperzia) یک کومونه در ایتالیا است که در استان انا واقع شده‌است. پیتراپرتزیا ۱۱۷ کیلومتر مربع مساحت و ۷٬۳۰۷ نفر جمعیت دارد و ۴۷۶ متر بالاتر از سطح دریا واقع شده‌است.